# Arena 2000
L'Arena 2000 (en russe : Универсальный Культурно-Спортивный Комплекс Арена-2000) est une patinoire située à Iaroslavl, en Russie. Elle a ouvert en 2001 et peut recevoir environ 9000 personnes. Le bâtiment est principalement utilisé pour le hockey sur glace et accueille les matchs de l'équipe du Lokomotiv Iaroslavl. Elle est également utilisée pour les concerts, des exhibitions et comme piste de patinage.

## Évènements
Le premier match à Arena 2000 eu lieu le 12 octobre 2001, avec la victoire 3 à 1 du Lokomotiv Iaroslavl face au HC Lada Togliatti.
En hockey, les championnats du monde des moins de 18 ans 2003 s'y sont également déroulés.
Le bâtiment a accueilli des concerts de Deep Purple, Smokie, Scorpions, Patricia Kaas, Machina Vremeni, Bi-2, Splin.